# امانات و اعتقادات (کتاب)
امانات و اعتقادات (به انگلیسی: The Book of Beliefs and Opinions؛ عربی: کتاب الأمانات والاعتقادات) کتابی است نوشته سعادیا گائون (تکمیل‌شده در 933) که اولین اثر منسجم بر پایه فلسفی جزمیات یهودیت است.
این اثر در اصل به زبان یهودی-عربی با حروف عبری و با نقل‌قول از تورات بود. اولین ترجمه عبری در سال ۱۱۸۶ توسط یهودا بن شائول بن تیبون با عنوان Emunot ve-Deot (عبری: 'אמונות ודעות'‎ «عقاید و آرا») انجام شد. ترجمه‌ای خلاصه‌نشده از آن به انگلیسی توسط ساموئل روزنبلات در سال ۱۹۴۸ منتشر شد.
این اثر با مقدمه، دارای ده فصل است. و در سال ۹۳۳ تکمیل شد.

## مقدمه
این اثر برای دفاع از یهودیت خاخامی در برابر دیدگاه یهودیت قرائیم نوشته شده‌است که قانون شفاهی میشنا و تلمود را رد می‌کند.
سعادیا در مقدمه مفصل خود از دلایلی می‌گوید که او را به تألیف آن واداشته است؛ هنگامی‌که آشفتگی در مورد مسائل دینی، که در میان معاصرانش حاکم بود، مشاهده کرد، و در میان کسانی که ادعای یهودیت می‌کردند، باورهای نابخردانه و دیدگاه‌های روشنگرانه‌ای را نیافت، قلب او غمگین شد؛ درحالی‌که کسانی‌که ایمان را انکار می‌کردندکردند و پیروزمندانه خطاهای خود را به رخ می‌کشیدند. انسان‌ها در دریای تردید غرق شده بودند و امواج گمراهی روح آن‌ها را فراگرفته بود و هیچ کمکی به آن‌ها نبود، سعادیا خود را ملزم می‌دانست که با تقویت ایمان مؤمنان و رفع ترس از شک و تردید، آن‌ها را از خطر نجات دهد.

## محتوا
سعادیا در دو بخش اول، مسائل متافیزیکی آفرینش جهان و وحدت خالق را مطرح می‌کند. در بخش‌های بعدی، او وحی و آموزه‌های اعتقادی مبتنی بر عدل الهی، از جمله اطاعت و نافرمانی، و نیز شایستگی و زیان را بیان می‌کند.